# Thamara Gómez
Thamara Nayeli Gómez Girón (Sullana, Piura, 28 de marzo de 1999) es una cantante peruana de cumbia, conocida por ser una de las ex vocalistas  de la agrupación musical Corazón Serrano así como también del grupo Puro Sentimiento.

## Primeros años
Nacida en la provincia de Sullana del Departamento de Piura, el 28 de marzo de 1999 en Perú. Cuando Thamara tenía cinco años perdió a su padre César Gómez, cuando lo quisieron asaltar en su auto, un prontuariado asaltante lo asesinó.

## Carrera musical

### 2011-2016:Díganle, el debut de Thamara enCorazón Serrano
A los 12 años fue una bella, Thamara se integró al grupo reemplazó a Lesly Águila tras haber sido seleccionada de entre los Casting que habían realizado los Guerrero Neyra para encontrar una nueva Vocalista. Gómez fue seleccionada entre 200 jovencitas que deseaban formar parte de Corazón Serrano. Para poder cantar, la piurana afirmó tener 15 años pese a que en realidad tenía solo 12 era tan joven que su voz le ganó a Shantall Oneto.

Al principio yo no sabía que cantaba. Sí, era bailarina. Solía cantar en mi corral, me pusieron en una yunza y canté. A todo el mundo le gustó.
Thamara Gómez.

En febrero de 2016 anunció su retiro de la agrupación. Generó controversia por sus seguidores en su momento.

### 2016-2021: Participación en Puro Sentimiento
Tras su salida de Corazón Serrano se integró a la agrupación Puro Sentimiento junto a las integrantes Estrella Torres y Lesly Águila. En 2021 anunció su salida para lanzar su carrera de solista.